# Викиана
«Викиана» (нем. Wickiana) — один из самых крупных сборников новостей XVI века, состоящий из однолистных гравюр и иллюстрированных листовок, собранных Иоганном Якобом Виком в 24 томах. Сборник является важным источником для периода Реформации в Швейцарии. Иоганн Якоб Вик (1522—1588), по имени которого был назван сборник, был пастором цюрихской церкви Предигеркирхе (нем. Predigerkirche) с 1552 до 1557 года и потом каноником и вторым архидиаконом в Гросмюнстере (нем. Grossmünster), который являлся центром Реформации в немецкоязычной части Швейцарии. С 1559 до 1588 года он собирал свидетельства современных событий в хронологическом порядке. Свою коллекцию он расширил материалами периода примерно с 1505 до 1559 годы.

## Примеры

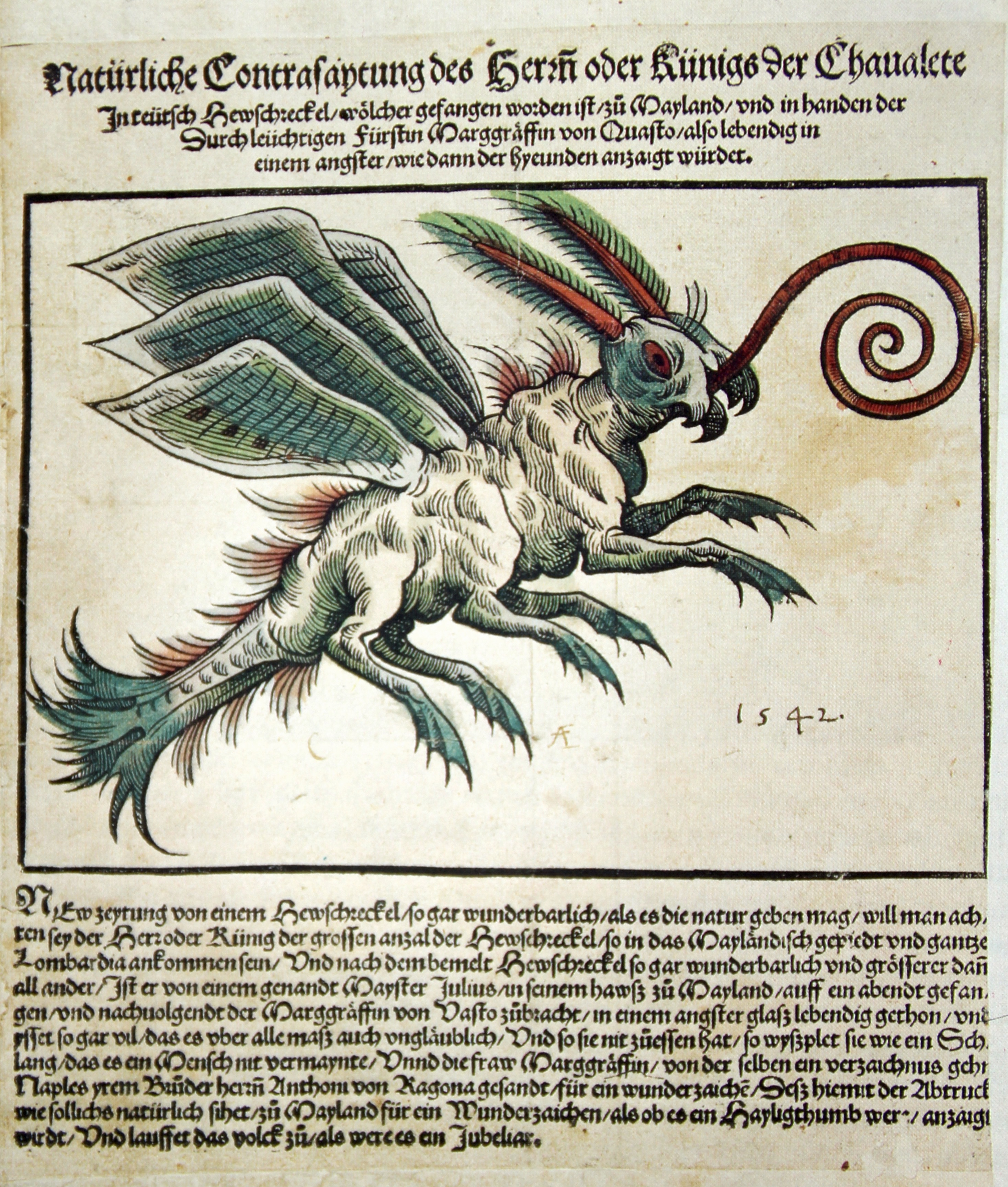
Кузнечик
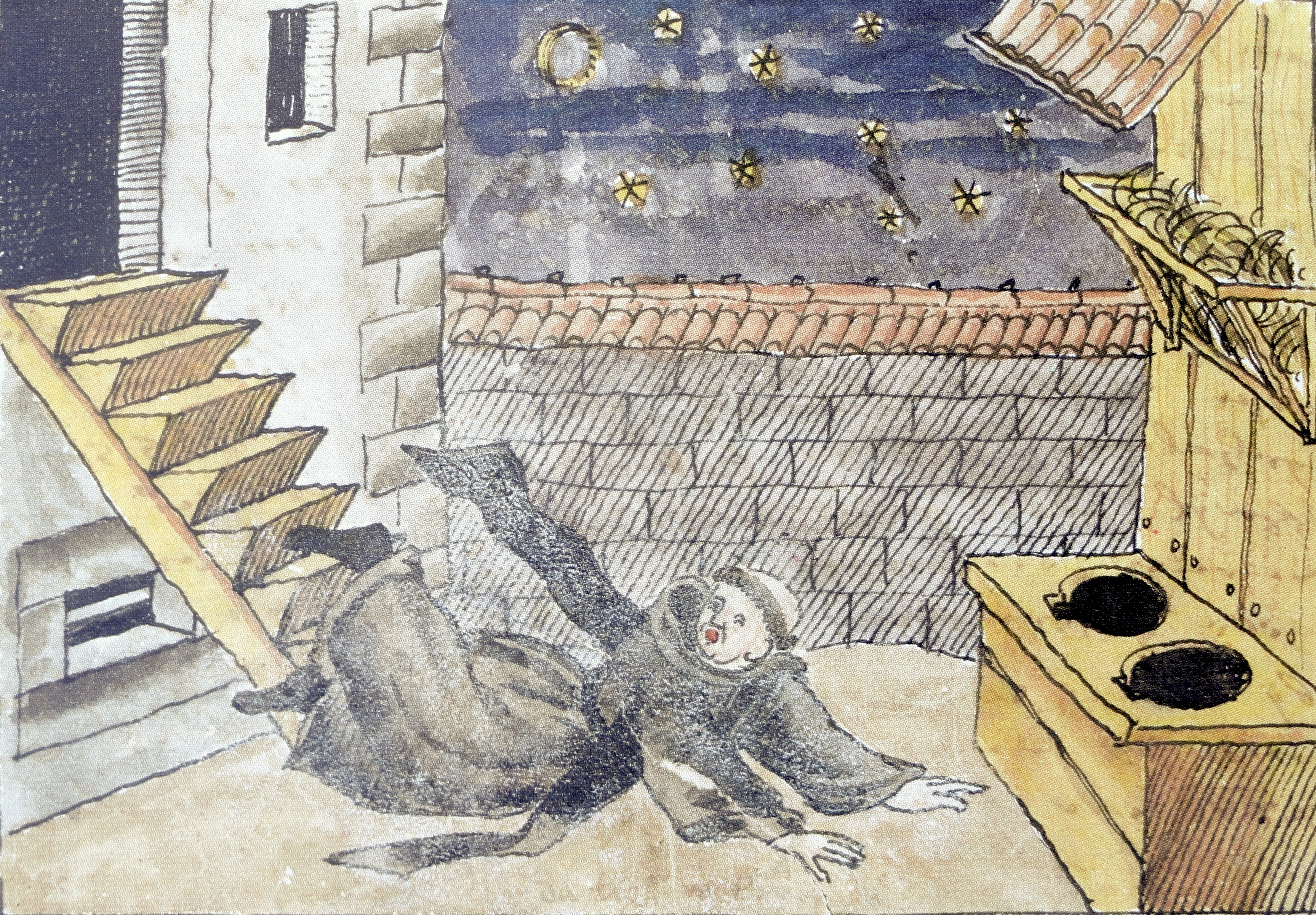
Монах Бастиан Гегнер падает с лестницы и умирает в городе Рапперсвиль 12 ноября 1561 г.
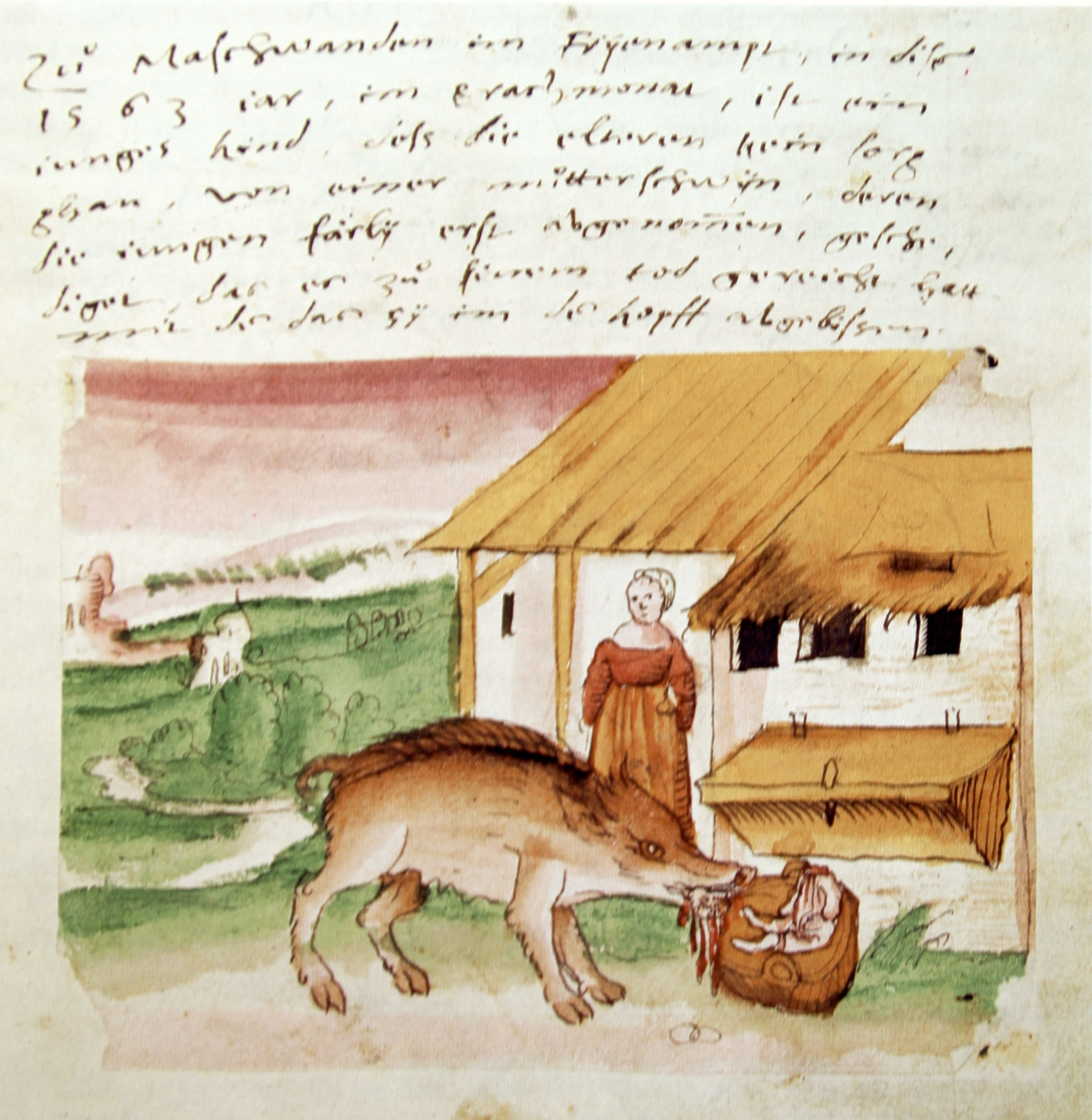
Младенец в коммуне Машванден подвергается нападению свиней и погибает
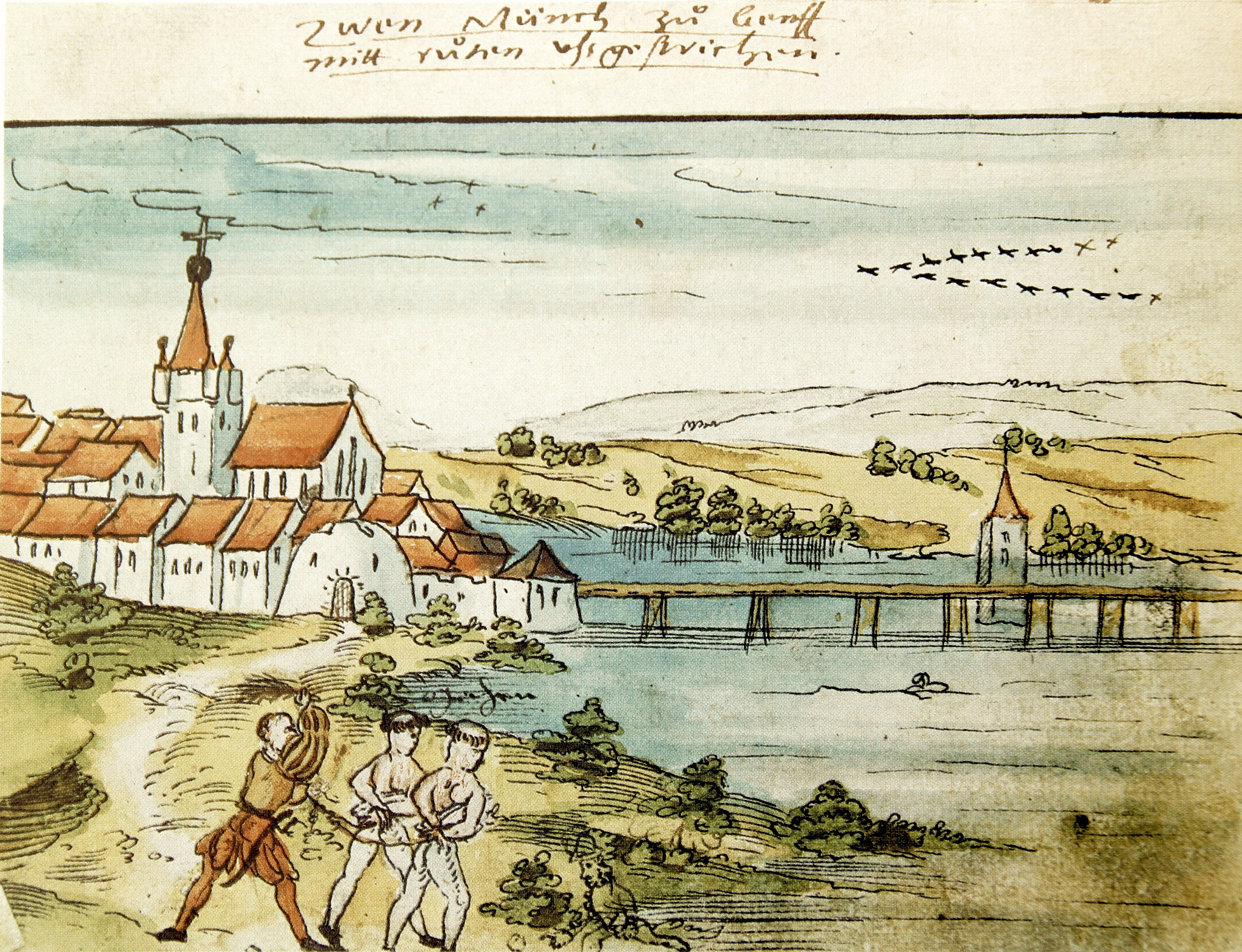
В Женеве два монаха были биты за мошенничество
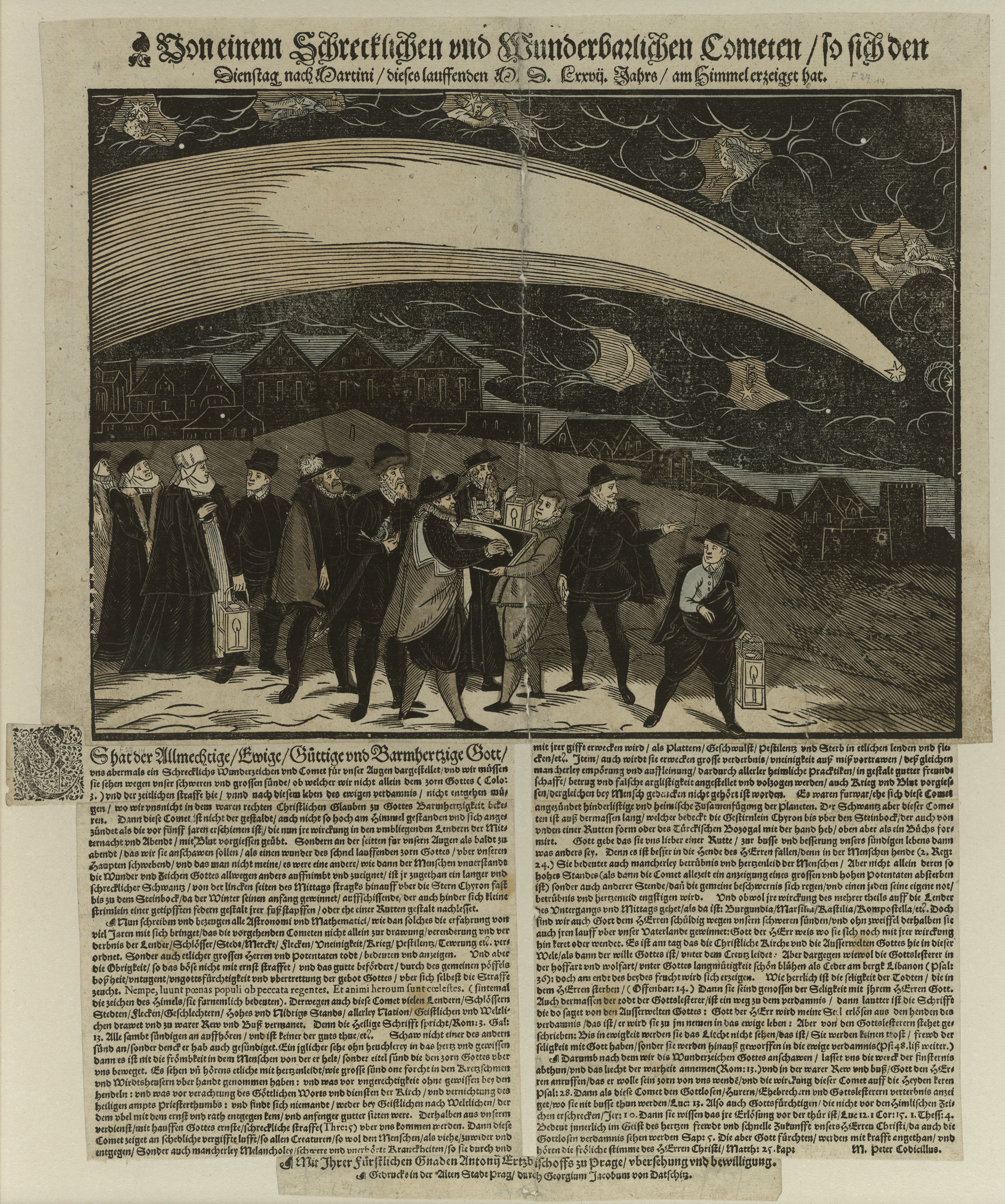
Большая комета 1577 года, в Праге, 12 ноября 1577 г.
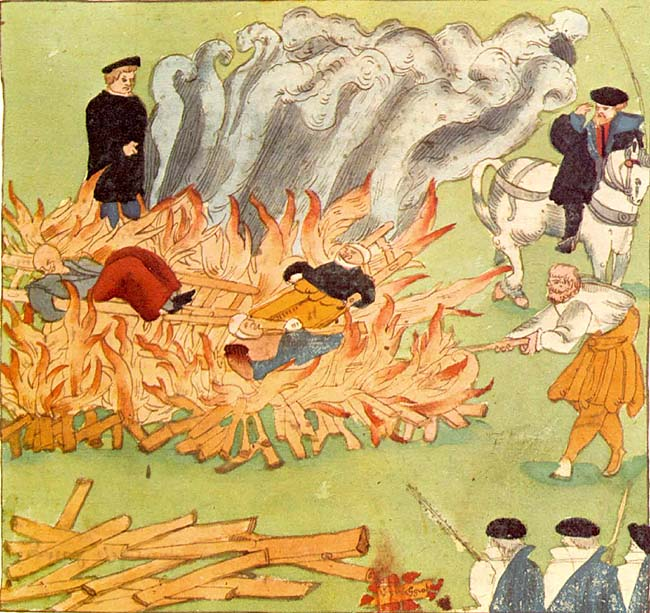
Сожжение трёх ведьм в Бадене 4 ноября 1585 г.